# Mount Ulmer
Mount Ulmer ist ein markanter, 2775 m hoher Berg im westantarktischen Ellsworthland. Er ragt 3 km nördlich des Mount Washburn in den Gromshin Heights im nördlichen Teil der Sentinel Range des Ellsworthgebirges auf.
Der US-amerikanische Polarforscher Lincoln Ellsworth entdeckte ihn bei seinem Transantarktikflug am 23. November 1935. Ellsworth benannte ihn nach seiner Ehefrau Marie Louise (geborene Ulmer, 1886–1954). Erst 1959 gelang es anhand eines Vergleichs von Ellsworths Luftaufnahmen mit denjenigen der United States Navy, den Berg zu identifizieren.